# Юлий Ибер
Юлий Ибер (лат. Iulius Hiberus) — римский политический деятель первой половины I века.
О происхождении Ибера нет никаких сведений. Известно, что он был вольноотпущенником императорской семьи, возможно, Антонии Младшей, супруги Друза Старшего. В течение нескольких месяцев 32 года он занимал должность префекта Египта, ставшую вакантной из-за смерти предыдущего префекта Витрасия Поллиона.